# 中島歌子
中島 歌子（なかじま うたこ、1845年1月21日（弘化元年12月14日） - 1903年（明治36年）1月30日）は、日本の歌人。和歌と書を教える私塾「萩の舎」を主宰し、明治時代の上流・中級階級の子女を多く集め、成功した。歌人としてより、樋口一葉、三宅花圃の師匠として名を残している。

## 略歴
1845年1月21日（弘化元年12月14日）、武蔵国入間郡森戸村（現・埼玉県坂戸市）に生まれる。父・中島又衛門は農民ながら村名主であり豪商。母・福島いく（幾子）の実家も江戸通いの船で商売をしていた幕府御用達の豪商で、いくは川越藩の奥に仕えていたこともある。
歌子が生まれてほどなく江戸の牛込揚場町に移り住む。歌子の親戚(『坂戸人物誌』)や藤井公明（『続樋口一葉研究』）によると、両親は小石川安藤坂の伝通門前にあった水戸藩御用達宿「池田屋」の加藤佐右衛門の夫婦養子となり（形式上の養子であり実質上は買収）、1850年代に家族で小石川の屋敷に居住するようになる。
父が水戸の藤田東湖らと交際があったことから、10歳から15歳まで水戸藩支藩の府中松平家の奥に仕えた。18歳のとき、かねてより恋い慕っていた水戸藩士・林忠左衛門と結婚し、水戸五軒町の林家に嫁入りした。江戸の豪商の嫁入りは、当時の水戸で話題になった程であったという 。だが、1864年、天狗党の乱に加担した罪で夫が自害。歌子も連座して2か月間投獄される。
歌を水戸の国学者、林寰雄に学んでいたが、林が亡くなったため、1865年から加藤千浪に師事。明治に入ってから歌塾「萩の舎」を小石川の自宅で開く。兄弟子の伊東佑命を通して、御歌所の長・高崎正風と知り合ったこと、また、両親の実家が水戸藩、川越藩と付き合いがあったことから、上流・中流家庭の多くの子女を門弟に抱えることができ、大いに繁栄した。
1901年に日本女子大学が設立されると、和歌の教授に迎えられたが、病気のため辞退、三宅花圃が代わりに就任した。1903年（明治36年）1月30日、60歳で死去。郷里の兄とは不仲で、養子も居付かず、家族には恵まれなかったが、葬儀には200人が集まり、その列は三町にも達したという。両親の眠る谷中墓地に葬られている。歌塾は閉じたが、元養女すみの三男廉が養子に入って家名を継いだ。

## 歌塾「萩の舎」
名前の由来は、歌子の自宅であった池田屋の庭に萩がたくさん植えてあったことから。和歌の創作指導だけでなく、基礎的な古典文学のてほどきや、千蔭流（創始・加藤千蔭）の書を教えた。自宅で教えるだけでなく、鍋島侯爵家、前田侯爵家など上流階級への出稽古もしていた。生徒は上流階級の子女がほとんどで、1886年に樋口一葉が入門したころは、弟子は1000人以上を数えた。

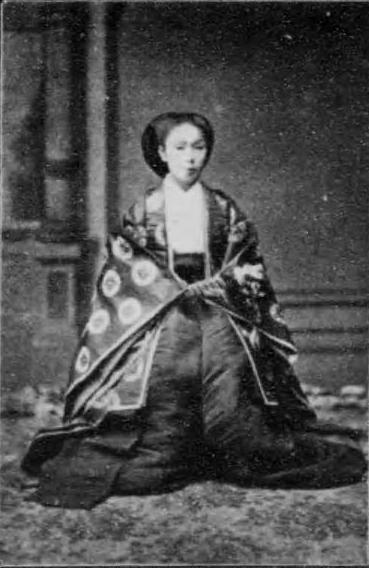
税所敦子

当時有名な女流歌人として、歌子のほかに、税所敦子、鶴久子がいたが、税所は皇后はじめ皇室関係者、歌子が上流・中流階級の令嬢、鶴が下町の子女に教えていた。萩の舎は歌会も盛大で、貴婦人や姫君が女中連れでやってきた。
客員教授には男性歌人や官僚などもおり、鈴木重嶺、梅村のりを、加藤安彦、江刺恒久、木村正養、水野忠敬、小出粲などが講師を務めた。
生徒には、三宅花圃、伊東夏子（鳥問屋「東国屋」の娘。母親の延子も門下）、三田葆光の妹、鳥尾広子（鳥尾小弥太の娘)、乙骨牧子（乙骨太郎乙の娘)などがいた。依仁親王妃周子も歌子に師事した。

## 樋口一葉との関係
警視庁警視属の樋口則義の娘である奈津（樋口一葉）は1886年（明治19年）8月20日に萩の舎に入門している。則義は旧幕府奥医師・遠田澄庵の紹介により萩の舎を知ったという。
樋口家では1889年（明治22年）7月12日に則義が死去し、経済的苦境から1890年（明治23年）5月には萩の舎の内弟子として、翌年3月まで中島家に住みこみ、助教を務めている。一葉は萩の舎を去った後に本格的な小説執筆を開始するが、1896年（明治29年）11月23日に死去する。
一葉が萩の学舎を去った背景には家庭の事情もあったが、下働きの者が辞めても補充せず、一葉が女中替わりに使われ、和歌の稽古ができなかったためもあったとされる。一葉を養女にして歌塾を継がせたいと思った歌子が一葉が数え23歳のときに呼び戻したが、内弟子ではなく月給2円で助教を務めることで合意した。一葉が小説家として忙しくなり、通えなくなると、歌子は一葉に対する批判を漏らすようになり、一葉が重病であることを弟子から報告されても「それはしょうがないねぇ」とあっさりしたものだったという。

## 関連作品

### 小説
朝井まかて『恋歌』（2013年、講談社）直木賞受賞作